# Famille Anneessens
Pour les articles homonymes, voir Anneessens.

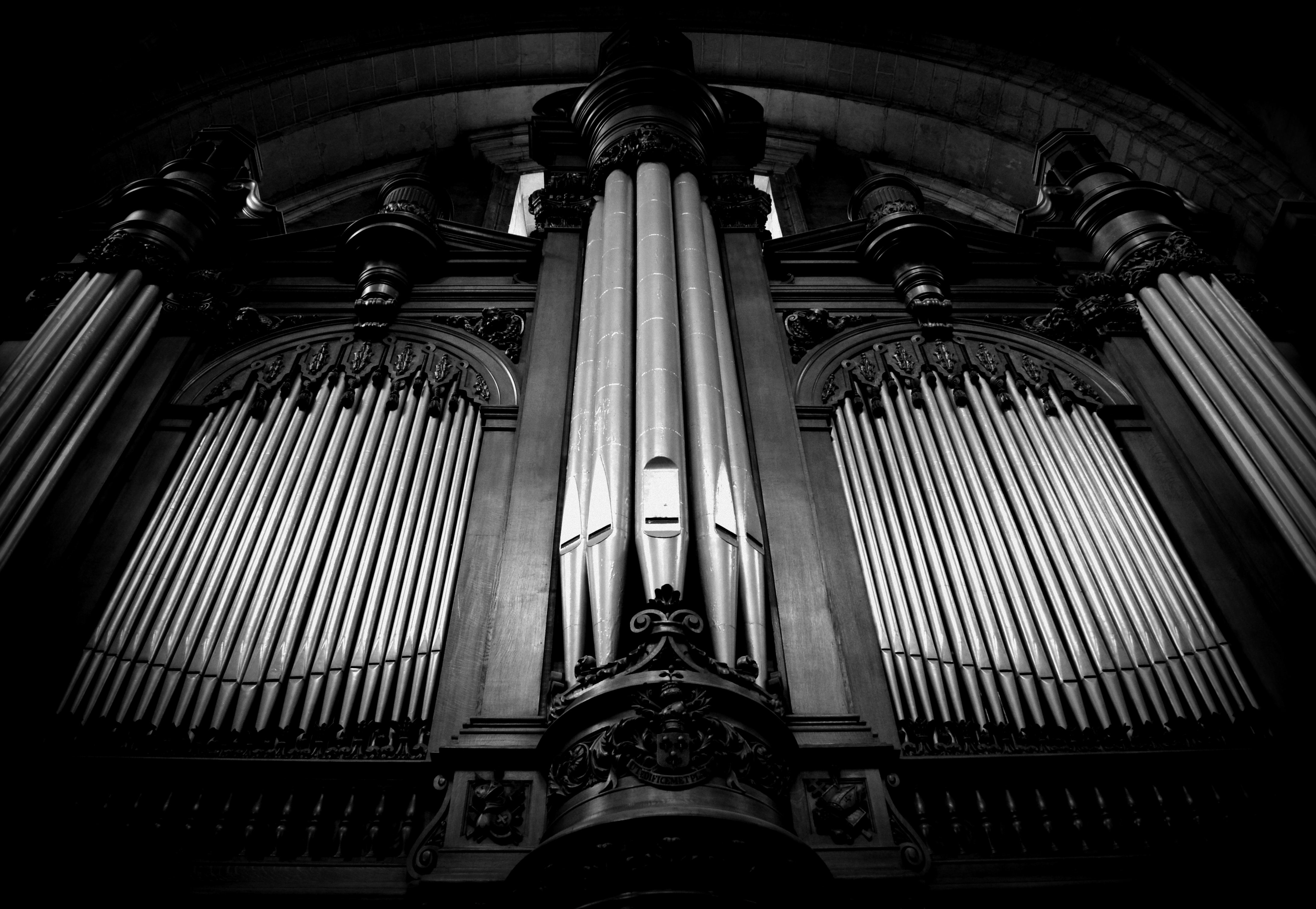
Orgue Anneessens dans l'église, Abbaye Saint-Pierre de Gand

La famille Anneessens était une lignée de facteurs d'orgue flamands descendant de François Anneessens.

## Histoire
L'entreprise familiale Anneessens fut créée en 1830 par Pieter-Hubertus (originaire de Londerzeel) à Ninove. Plus tard, cette famille s'installa à la frontière française. Ils construisirent et restaurèrent des orgues d'église. Un de ses derniers représentants fut Jules Anneessens.
L'entreprise resta établie à Menen et devint, après reprise, 'Andriessen Orgelbouw Anneessens bvba'. Quelques exemples d'orgues qu'ils ont produits sont: l'orgue de l'église Sint-Michielskerk à Roulers et l'orgue de l'Abbaye Saint-Pierre de Gand.

## Généalogie
À mentionner:
- Frans Anneessens
  - Pieter-Hubertus Anneessens (Londerzeel, 3 novembre 1810 - Ninove, 14 février 1888)
    - Charles Anneessens (Ninove, 1er mars 1835 - Cannes, 2 février 1903)
      - Paul I Anneessens (Grammont, 1876 - 1946)
      - Oscar Anneessens (Grammont, 13 novembre 1873 - Courtrai, 21 juli 1944)
      - Jules Anneessens (Grammont, 15 novembre 1876 - Menen, 3 août 1956)
        - Paul II Anneessens (Tildonk, 16 août 1917 - Roulers, 28 novembre 1976)

## Écouter un exemple sur YouTube
- Youtube, Marc Sacrispeyre improvise sur l'orgue Anneessens de l'église Saint-Joseph à Clermont-Ferrand.

## Pour approfondir